# Leptophlebia
Genre
Leptophlebia est un genre d'insectes appartenant à l'ordre des éphéméroptères et à la famille des Leptophlebiidae.

## Liste d'espèces
Selon NCBI (6 juin 2010) :
- Leptophlebia bradleyi
- Leptophlebia cupida
- Leptophlebia intermedia
- Leptophlebia johnsoni
- Leptophlebia marginata
- Leptophlebia nebulosa
- Leptophlebia vespertina

Selon ITIS (6 juin 2010) :
- Leptophlebia bradleyi Needham, 1932
- Leptophlebia cupida (Say, 1823)
- Leptophlebia intermedia (Traver, 1932)
- Leptophlebia johnsoni McDunnough, 1924
- Leptophlebia konza Burian, 2001
- Leptophlebia nebulosa (Walker, 1853)
- Leptophlebia pacifica (McDunnough, 1933)